# 1646 Rosseland
Az 1646 Rosseland (ideiglenes jelöléssel 1939 BG) a Naprendszer kisbolygóövében található aszteroida. Yrjö Väisälä fedezte fel 1939. január 19-én, Turkuban.